# 吉安·卡洛·里卡迪
吉安·卡洛·里卡迪（義大利語：Gian Carlo Riccardi，1933年10月21日—2015年2月7日）是一位意大利艺术家、画家、戏剧导演、雕塑家和作家。

## 生平

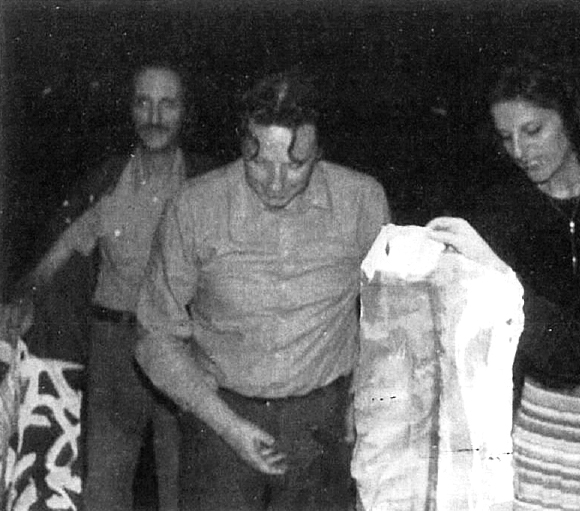
吉安-卡罗-里卡尔迪（左）和评论家恩里科-克里斯波蒂（中）。

吉安-卡罗-里卡尔迪于 1933 年 10 月 21 日出生于弗罗西诺内。1961 年，他以优异成绩毕业于罗马美术学院，之后又攻读了戏剧和电影导演专业。艺术评论家恩里科·克里斯波蒂将他定义为「多媒体艺术家」，他曾与众多作家和艺术家合作，包括阿奇尔·博尼托·奥利瓦、阿尔贝托·莫拉维亚和切萨雷·扎瓦蒂尼。1960年至1970年间，他在 RAI 担任布景设计师和导演。
1961年，他在弗罗西诺内创立了视觉艺术实验室剧团。1962年，视觉艺术实验室剧团成立了一个小剧院，即剧院俱乐部，并上演了大量戏剧，表演以手势和人类矛盾为主题的作品。1997年，他创办了形象剧院。
他的图形和绘画作品涉及各种主题，如怪诞、讽刺和儿童世界。他的绘画作品曾在意大利举办个展和联展 ，并在国外展出，包括巴黎国际当代艺术中心（1988 年）、大阪儿玉画廊（1993年）、克拉科夫国际视觉艺术展（1995年）和巴塞罗那安东尼·塔皮埃斯基金会（1999年）。
他的雕塑作品都是用木材、纸张和铁等劣质材料制作而成。"房间 "是 20 世纪 80 年代后创作的装置作品 。这些雕塑是用彩色墙壁和日常用品制作的 。里卡尔迪参加了1991年的欧洲议会、1993年的XLV威尼斯双年展和1995年的斯波莱托世界艺术节上展出了他的装置作品。

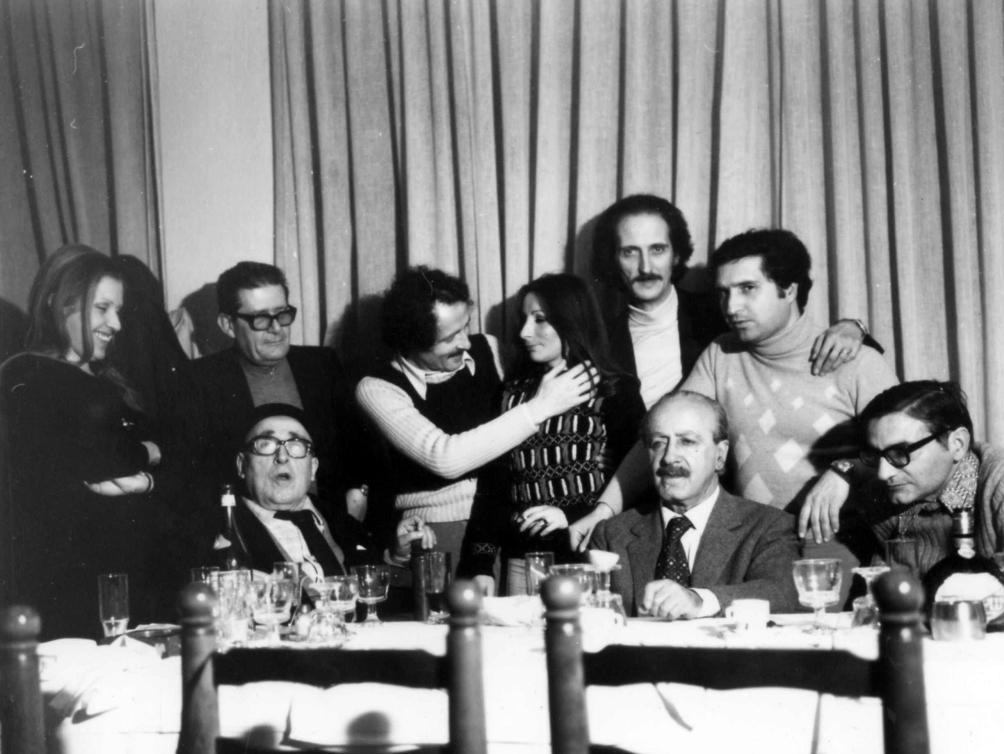
吉安-卡罗-里卡尔迪（右）与利贝托-德-利贝托（下）和切萨雷-扎瓦蒂尼（左）。

他还创作了以记忆和童年为主题的戏剧、散文和诗歌。
吉安·卡洛·里卡迪于2015年2月7日在弗罗西诺内去世。